# Бєліков Михайло Олександрович
Миха́йло Олекса́ндрович Бє́ліков (28 лютого 1940, Харків, Українська РСР — 27 березня 2012, Київ, Україна) — радянський український кінорежисер, сценарист, кінооператор.
Лауреат ряду премій та звань: Республіканська премія ЛКСМУ ім. М. Островського (1982), Національна премія України ім. Тараса Шевченка (1986), Заслужений діяч мистецтв УРСР (1988), Народний артист України (2000) тощо.

## Біографія
Народився 28 лютого 1940 року у Харкові. У 1959-1963 роках навчався та закінчив Всесоюзний державний інститут кінематографії у м. Москва (майстерня Б. Волчека). Того ж року почав працювати на Київській кіностудії ім. О. Довженка. У 1972–1973 роках навчався та закінчив Вищі курси режисерів і сценаристів у Москві (майстерня Г. Данелії).
З 1987 року — перший секретар правління, з 1996 по 2005 рік — Голова Спілки кінематографістів України (усього очолював спілку 19 років). Був одним із засновників Національної академії мистецтв України, а у 1997 році став дійсним членом Національної академії мистецтв України.
Обирався народним депутатом Верховної Ради СРСР у ? році.
Помер М. О. Бєліков 27 березня 2012 року; похований на кладовищі смт. Козин.

## Родина
Дружина — Тетяна, син — Сашко; хрещеним батьком сина Михайла Бєлікова Сашка був Сергій Параджанов.

## Фільми

### Оператор
- 1963 — Стежки-доріжки
- 1964 — Казка про Хлопчиша-Кибальчиша
- 1965 — Та, що входить у море
- 1967 — Хто повернеться — долюбить
- 1968 — Білі хмари
- 1969 — Варчина земля (4 с., у співавт. з В. Зимовцем та І. Бєляковим)

### Режисер
- 1973 — Стара фортеця
- 1975 — Червоний півень плімутрок
- 1975 — Ральфе, здрастуй!
- 1979 — Прихована робота
- 1981 — На короткій хвилі
- 1981 — Ніч коротка
- 1986 — Які ж ми були молоді
- 1989 — Розпад
- 1997 — Святе сімейство
- 2002 — Золота лихоманка

### Сценарист
- 1979 — Ральфе, здрастуй!
- 1981 — Ніч коротка
- 1986 — Які ж ми були молоді
- 1989 — Розпад
- 1997 — Святе сімейство
- 2002 — Золота лихоманка

### Ролі в кіно
- 1981 — Жінки жартують серйозно (гість Жені, в титрах немає)

## Нагороди
Державні відзнаки
- Національна премія України імені Тараса Шевченка (1986, фільм «Які ж були ми молоді»)[9]
- Заслужений діяч мистецтв УРСР (1988)
- Почесна відзнака Президента України (1996; прирівнюється до нагороджених орденом «За заслуги» III ступеня)[10]
- Народний артист України (2000)[11]
- Золота медаль АМУ (2010)[5]

Кінематографічні відзнаки
- Перший приз та Диплом за найкращий фільм для дітей та юнацтва XV Всесоюзного кінофестивалю в Талліні, СРСР (1981, фільм «Ніч коротка»)
- Гран-прі МКФ у Мангеймі, ФРН (1981, фільм «Ніч коротка»)
- Премія Ленінського комсомолу УРСР ім. М. Островського, СРСР (1982, фільм «Ніч коротка»)
- Головний приз Всесоюзного фестивалю в Алма-Аті, СРСР (1986, фільм «Які ж були ми молоді»)
- Золота медаль МКФ, Венеція (1990, фільм «Розпад»)
- Гран-прі МКФ екологічних кіно- та телефільмів у Сантандері, Іспанія (1990, фільм «Розпад»)